# Ciriaco De Mita

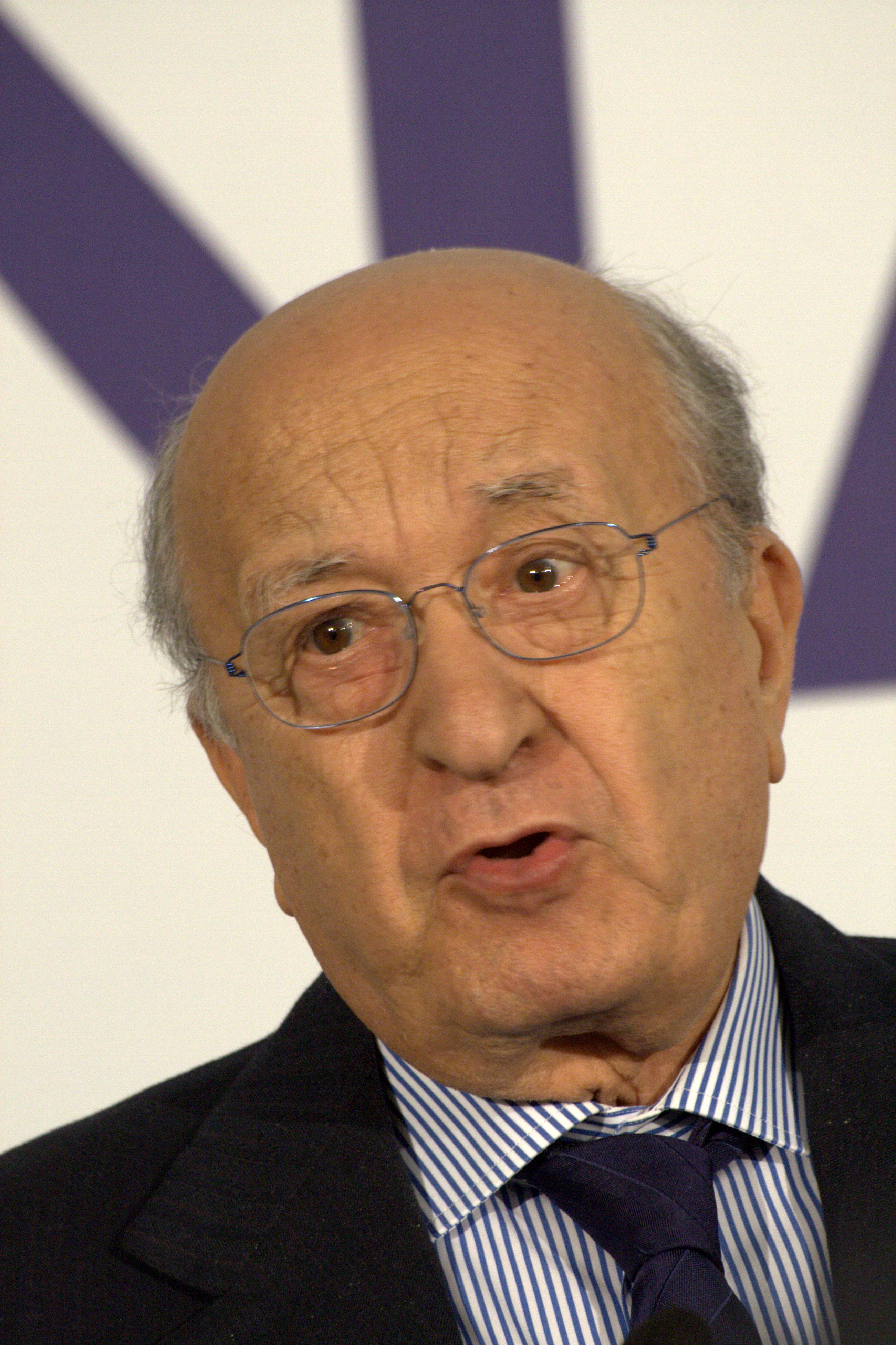
Ciriaco De Mita (2010)

Luigi Ciriaco De Mita (* 2. Februar 1928 in Nusco, Provinz Avellino; † 26. Mai 2022 in Avellino) war ein italienischer Politiker. Als Nationaler Sekretär (d. h. Vorsitzender) der Democrazia Cristiana (DC) war er vom April 1988 bis Juli 1989 italienischer Ministerpräsident und damit einer der letzten seiner Partei vor ihrem Verfall und ihrer Spaltung. Zudem hatte er eine Vielzahl weiterer Regierungsämter inne. Von 1984 bis 1988, von 1999 bis 2004 sowie erneut von 2009 bis 2014 war er Mitglied des Europäischen Parlaments. Seit 2014 war er Bürgermeister seiner Heimatgemeinde Nusco in Kampanien.

## Leben

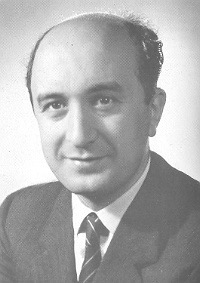
De Mita als Abgeordneter im Jahr 1983

Ciriaco De Mita absolvierte ein Jurastudium an der Katholischen Universität vom Heiligen Herzen in Mailand. Anschließend arbeitete er als Rechtsberater beim Mineralölkonzern Eni.
Auf der politischen Bühne trat er erstmals 1956 in Erscheinung, als er in den nationalen Rat (entspricht ungefähr Parteivorstand) der Democrazia Cristiana gewählt wurde. Ab 1963 war er Mitglied des Abgeordnetenhauses, dem er ununterbrochen bis 1994 angehörte. Von 1969 bis 1973 war er Vizesekretär der DC (entspricht einem stellvertretenden Vorsitzenden). In den 1970er-Jahren hatte er verschiedene Ministerämter in DC-geführten Regierungen inne: 1973–74 war er Industrieminister, 1974–76 Minister für Außenhandel, 1976–79 für den Mezzogiorno.

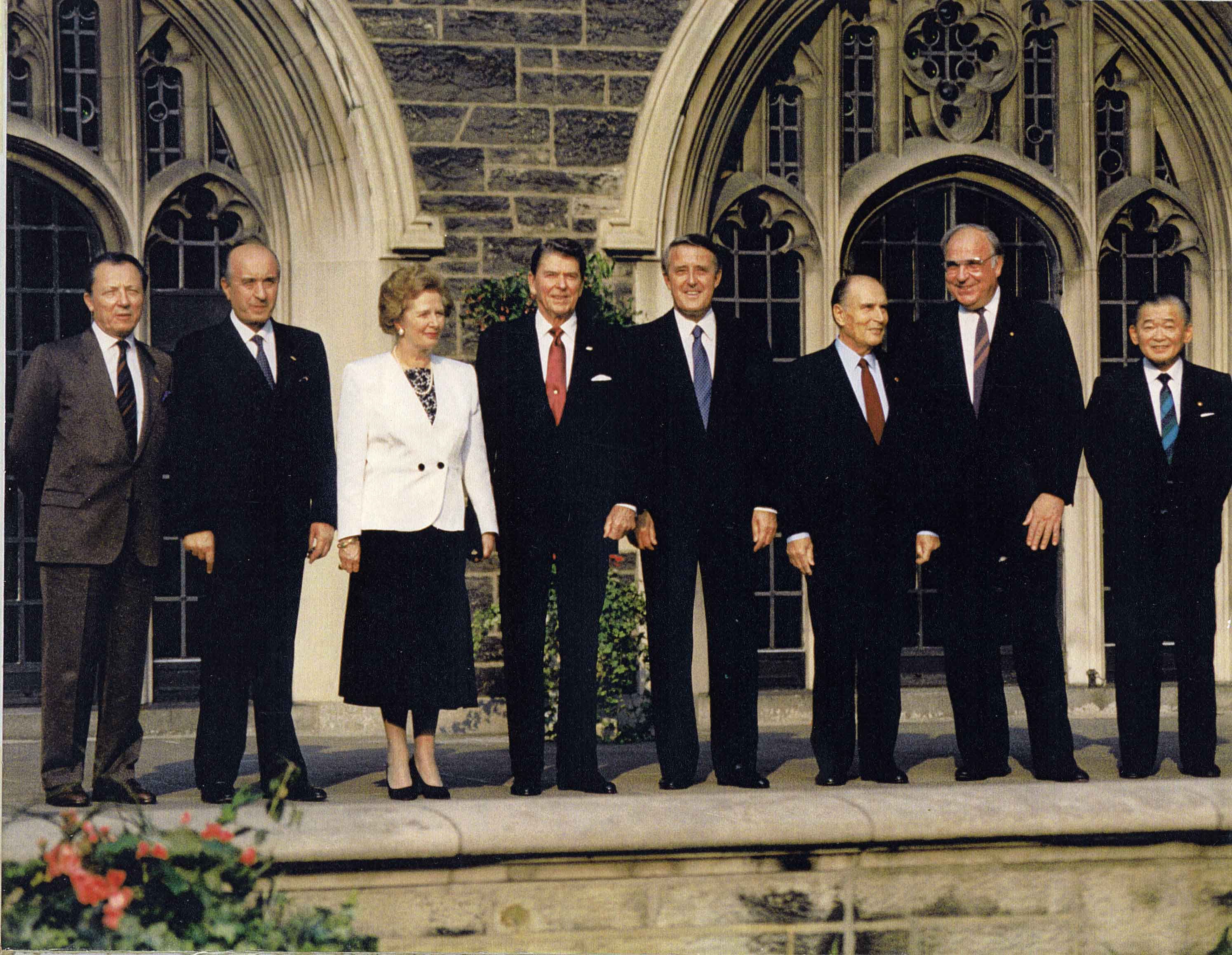
De Mita (2. v.l.) beim G7-Gipfel in Toronto 1988

Von 1982 bis 1989 war De Mita nationaler Sekretär (das ist das politische Spitzenamt) der DC und galt als Vertreter des linken Parteiflügels. Bei der Europawahl 1984 wurde er ins Europäische Parlament gewählt, dem er bis 1988 angehörte. In diesem Jahr wurde er italienischer Ministerpräsident; er behielt den Posten bis zum 22. Juli 1989. De Mita stand einer Fünf-Parteien-Koalition (Pentapartito) aus DC, PSI, PRI, PSDI und PLI vor.
1989 wurde er zum Präsidenten der DC gewählt, was jedoch ein eher repräsentatives Amt war. Von 1992 bis 1993 stand De Mita dem gemeinsamen Ausschuss beider Parlamentskammern für institutionelle Reformen vor. Nach dem Zusammenbruch der DC infolge des Tangentopoli-Skandals, in den er selbst jedoch nicht verwickelt war, trat er 1994 deren Nachfolgepartei Partito Popolare Italiano (PPI) bei.
1996 gehörte Ciriaco De Mita zu den Begründern des Mitte-links-Bündnisses L’Ulivo, das Romano Prodi an die Regierung brachte. Nach zwei Jahren Unterbrechung wurde er in jenem Jahr wieder in die Abgeordnetenkammer gewählt, der er als Vertreter des Wahlkreises Kampanien 2 bis 2008 angehörte. Bei der Europawahl 1999 erzielte De Mita wiederum ein Mandat im Europäischen Parlament, das er bis 2004 innehatte. Er gehörte der christdemokratischen EVP-ED-Fraktion an und war Mitglied im Ausschuss für konstitutionelle Fragen sowie der Delegation für die Zusammenarbeit EU-Russland. 2002 beteiligte sich De Mita an der Fusion der PPI mit weiteren Gruppierungen der politischen Mitte und linken Mitte zur Partei Democrazia è Libertà – La Margherita, die christdemokratische bzw. christlich-soziale und sozialliberale Elemente vereinte. La Margherita wiederum ging 2007 in der Mitte-links-Sammelpartei Partito Democratico (PD) auf.
Am 20. Februar 2008 verließ De Mita zusammen mit seinem Neffen Giuseppe die PD, da diese ihn – gemäß ihren Parteistatuten – nach mehr als drei Legislaturperioden im italienischen Parlament nicht mehr zur Kandidatur bei den Parlamentswahlen 2008 vorschlug. Daraufhin gründeten Ciriaco und Giuseppe De Mita ihre eigene Gruppierung, die Popolari per la Costituente, mit der sie sich der christdemokratischen Unione di Centro (UdC) von Pier Ferdinando Casini anschlossen. Für diese kandidierte er vergeblich in der Region Kampanien für den Senat. Bei der Europawahl in Italien 2009 wurde er schließlich zum dritten Mal ins Europäische Parlament gewählt. Er war in dieser Legislaturperiode als Mitglied der Fraktion der Europäischen Volkspartei der älteste Abgeordnete des Parlaments und gehörte dem Ausschuss für auswärtige Angelegenheiten an. Ebenso war er Delegierter in der Paritätischen Parlamentarischen Versammlung AKP-EU, bis 2014 sein Mandat endete.
Im Mai 2014 löste der mittlerweile 86-jährige Ciriaco De Mita seinen Neffen Giuseppe als Bürgermeister seiner Heimatgemeinde Nusco ab. Als sich die UdC 2017 wieder dem Mitte-rechts-Bündnis von Silvio Berlusconi annäherte, verließen die beiden De Mita (Onkel und Neffe) sowie Marco Follini die Partei und gründeten die Kleinstpartei L’Italia è Popolare, die zur Parlamentswahl 2018 dem Mitte-links-Bündnis angehörte.

## Ehrungen
- 1988: Großkreuz des Päpstlichen Piusordens[5]
- 2018: Großkreuz des Verdienstordens der Italienischen Republik[6]